# Parafia Wniebowzięcia Najświętszej Maryi Panny w Starych Babicach
Parafia pw. Wniebowzięcia Najświętszej Maryi Panny w Starych Babicach – rzymskokatolicka parafia należąca do dekanatu laseckiego, archidiecezji warszawskiej, metropolii warszawskiej Kościoła katolickiego w Starych Babicach, w gminie Stare Babice. Obsługiwana przez księży archidiecezjalnych. Mieści się przy Rynku.  

## Historia
Parafia została erygowana ok. XIII–XIV wieku. 

### Kościół parafialny
Kościół Wniebowzięcia Najświętszej Maryi Panny w Starych Babicach
Obecny kościół parafialny został wybudowany w latach 1728–1754 i przebudowany w latach 1899–1902, według projektu Józefa Piusa Dziekońskiego.
Kościół znajduje się na Lokalnym Szlaku Powiatu Warszawskiego Zachodniego administrowanym przez Lokalną Organizację Turystyczną Skarbiec Mazowiecki. 

## Zasięg parafii
Do parafii należą wierni z następujących miejscowości: 

- Babice Nowe,
- Stare Babice,
- Janów,
- Klaudyn (część południowa - Klaudyn Pierwszy),
- Kwirynów,
- Latchorzew,
- Lubiczów,
- Macierzysz,
- Piotrkówek Duży,
- Piotrkówek Mały,
- Strzykuły,
- Szeligi,
- Wieruchów,
- Zielonki-Parcela,
- Zielonki-Wieś
- a także z ul. Szeligowską w Warszawie.